# إسبتز الألمانية
إسبتز الألمانية هي سلالة من الكلاب من نوع إسبتز من ألمانيا. تعتبر سلالة واحدة، مع خمسة أصناف متميزة على أساس الحجم واللون: ;وولفسبيفز و جيتان سبيتس أو جروبسيتز، و موديوم سبيتز أو ميتاسبيتز، و ميتلسبيت أو كلينسبتز و كلب صغير طويل الشعر أو زورجسبيتز. 
يُعتقد أن سلالة إسبتز الألمانية تنحدر من كلاب الرعي من نوع إسبتز الاسكندنافية والتي كانت الجد المشترك لسلالات أخرى مثل سامويد والفنلندية ولافوند السويدية .  يُعتقد أن هذه الكلاب الاسكندنافية انتشرت في جميع أنحاء شمال أوروبا وحتى بريطانيا خلال العصور الوسطى مع الفايكنج ، ويعود تاريخ أقدم ذكر لكلاب إسبتز في الأدب الألماني إلى عام 1450 بعد الميلاد .
تم الاحتفاظ بكلاب سبيتز الألمانية في الأصل في المزارع لعدد من الاعمال بما في ذلك الرعي والحراسة . مع تقدم السنوات تم تربية بعض السلالات لتكون أقل حجما للقيام بواجبات أخرى وفي النهاية كانت كلاب صغيرة مصاحبة . 

## روابط خارجية
- عالم سبيتز الألماني في المملكة المتحدة
- نادي مربي ومالكي سبيتز الألماني في المملكة المتحدة